# Outlander
Outlander är en brittisk-amerikansk dramaserie baserad på bokserien med samma namn av Diana Gabaldon. Serien är skapad av Ronald D. Moore och producerad av Left Bank Pictures.
Det första avsnittet visades den 9 augusti 2014 på Starz. Viaplay började sända serien den 10 september 2014. Den andra halvan av första säsongen hade premiär den 4 april 2015. Seriens andra säsong hade premiär den 9 april 2016. Säsong tre hade premiär den 10 september 2017 i USA. Den 13 delar långa säsong 4 började sändas i USA i november 2018 och de följande 12 delar som var säsong 5 sändes februari till maj 2020.
Redan den 9 maj 2018, samtidigt som Starz beslutade att spela in säsong fem, togs beslutet att spela in säsong sex av serien, men först i februari 2021 påbörjades inspelningarna, efter förseningar på grund av Covidrestriktioner.
Den 14 mars 2021 beslutades att även spela in en sjunde säsong som skulle bestå av 12 avsnitt men som senare bestämdes till att bli uppdelad på 8+8 avsnitt. Även om en åttonde och sista säsong är beslutad.

## Handling
Claire och hennes man befinner sig på smekmånad i Skottland, strax efter andra världskrigets slut. Då Claire besöker en stencirkel skickas hon tillbaka i tiden, till 1743. Hon kidnappas av klanen McKenzie och träffar Jamie Fraser.

## Rollista (i urval)

### Huvudroller
- Caitríona Balfe – Claire Beauchamp/Randall/Fraser
- Sam Heughan – Jamie Fraser
- Tobias Menzies – Frank Randall och Jonathan "Svarte Jack" Randall
- Gary Lewis – Colum MacKenzie
- Graham McTavish – Dougal MacKenzie
- Lotte Verbeek – Geillis Duncan
- Bill Paterson – Ned Gowan
- Duncan Lacroix – Murtagh Fraser
- Grant O'Rourke – Rupert MacKenzie
- Stephen Walters – Anghus Mhor

### Återkommande roller
- Annette Badland – Mrs. Glenna Fitzgibbons
- James Fleet – Rev. Dr. Reginald Wakefield
- Aislín McGuckin – Letitia MacKenzie
- Roderick Gilkison – Hamish MacKenzie
- Nell Hudson – Laoghaire MacKenzie
- Tim McInnerny – Fader Bain
- Laura Donnelly – Janet "Jenny" Fraser Murray
- Simon Callow – Hertigen av Sandringham
- Steven Cree – Ian Murray

## Produktion

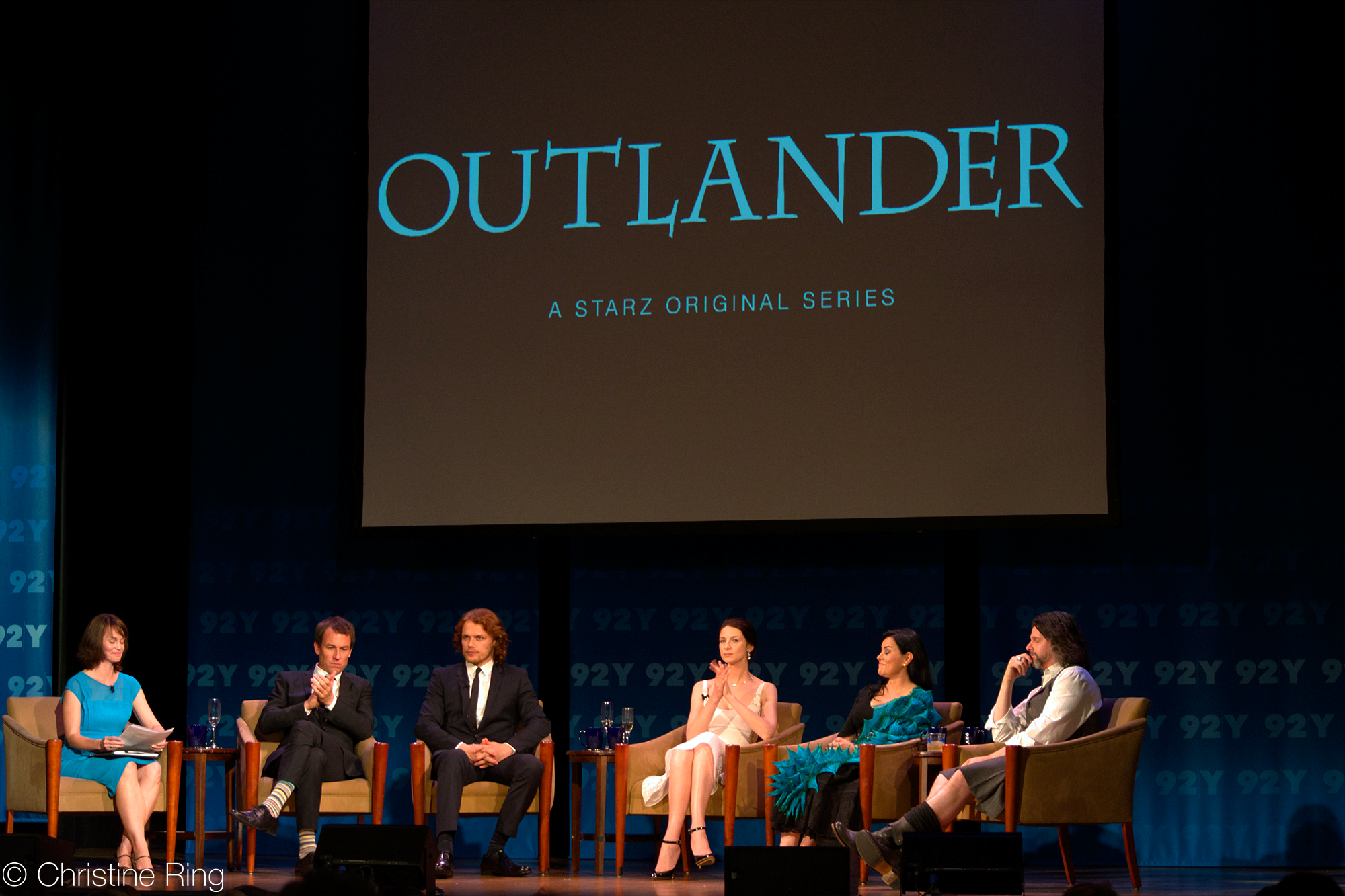
Rollbesättningen och teamet bakom serien på premiären i New York.

I juni 2013 meddelade Starz att de hade beställt 16 avsnitt av Outlander. Efter att pilotavsnittet hade sänts blev serien förnyad för en andra säsong.

### Rollbesättning och inspelning
Den 9 juli 2013 blev det klart att Sam Heughan hade fått den manliga huvudrollen som Jamie Fraser. Månaden därpå, fick Tobias Menzies rollerna som Frank och Jonathan Randall. Den 4 september 2013 anslöt sig Graham McTavish och Gary Lewis till rollbesättningen. Den 11 september 2013 avslöjades det att Caitríona Balfe ska spela som den kvinnliga huvudrollen som Claire Beauchamp Randall. Inspelningen påbörjades i oktober 2013 i Skottland.

### Musik
Musiken komponerades av Bear McCreary. Titellåtens text kommer från en dikt av Robert Louis Stevenson. Den är ljudsatt med den skotska folkvisan "The Skye Boat Song".

## Säsong 1 (2014)
| Nr | Titel                    | Regi          | Manus              | Sändningsdatum    |
| --- | ------------------------ | ------------- | ------------------ | ----------------- |
| 1 | "Sassenach"              | John Dahl     | Ronald D. Moore    | 9 augusti 2014    |
| Sjuksköterskan Claire Randall hamnar tillbaka i tiden till 1700-talets Skottland. Hon blir kidnappad av en grupp högländare, bland gruppen finns den sårade mannen Jamie som är i behov av hjälp. |                          |               |                    |                   |
| 2 | "Castle Leoch"           | John Dahl     | Ronald D. Moore    | 16 augusti 2014   |
| Claire presenteras för Colum MacKenzie, laird av slottet Castle Leoch. Hon möter Geillis Duncan och den vänliga Mrs. Fitzgibbons. När Claire förbereder sig att återvända till Inverness avgör Colum att det är bäst att hålla kvar henne vid Leoch. |                          |               |                    |                   |
| 3 | "The Way Out"            | Brian Kelly   | Anne Kenney        | 23 augusti 2014   |
| Claire utnyttjar sina medicinska kunskaper för att vinna MacKenzie-klanens tillit och förtroende. Hon räddar Mrs. Fitzgibbons brorson från förgiftning och får höra en gammal folksaga om en tidsresenär. |                          |               |                    |                   |
| 4 | "The Gathering"          | Brian Kelly   | Matthew B. Roberts | 30 augusti 2014   |
| Claire inleder sin plan att fly, men blir övertygad av Jamie att stanna. När han för henne tillbaka till slottet hamnar Jamie i en farlig politisk position. |                          |               |                    |                   |
| 5 | "Rent"                   | Brian Kelly   | Toni Graphia       | 6 september 2014  |
| Claire slår följe med Dougal och hans män på en resa. Resan går ut på att samla ihop pengar från byborna. Snart inser Claire att de samlar in pengar till den jakobitiska-armén. |                          |               |                    |                   |
| 6 | "The Garrison Commander" | Brian Kelly   | Ira Steven Behr    | 13 september 2014 |
| Under resan möter Claire den brittiska armén och blir bekant med kaptenen Jack Randall. |                          |               |                    |                   |
| 7 | "The Wedding"            | Anna Foerster | Anne Kenney        | 20 september 2014 |
| Claire och Jamie gifter sig för att stärka skyddet från Randall. Paret inser sedan att de har känslor för varandra, men Claires känslor för Frank finns kvar. |                          |               |                    |                   |
| 8 | "Both Sides Now"         | Anna Foerster | Ronald D. Moore    | 27 september 2014 |
| Frank förlorar hoppet om att finna Claire. När han äntligen är redo att acceptera Claires försvinnande, återvänder han en sista gång till platsen Craigh na Dun. Han ropar förtvivlat på henne. Claire hör honom och springer i fullfart mot stenarna. Men blir fångad av Jack Randalls män. Hon blir förhörd av Randall, som är trött på hennes lögner. Till undsättning kommer Jamie. |                          |               |                    |                   |

## Mottagande
Rotten Tomatoes rapporterade att 90 procent, baserat på 50 recensioner, hade gett den första säsongen en positiv recension och satt ett genomsnittsbetyg på 7.8 av 10. På Metacritic nådde säsongen genomsnittsbetyget 73 av 100, baserat på 34 recensioner.